# Красинские
Красинские (пол. Krasińscy herbu Ślepowron) — польский, литовский графский и дворянский род герба Слеповрон. 

## Происхождение и история рода
Род происходит от полулегендарного Ваврженты, бывшего гетманом у Конрада I, князя мазовецкого (1224).
Франц Красинский (1522—1577) был епископом краковским, подканцлером коронным и послом к императору Максимилиану II (1566). Тринадцать Красинских были в XVII и XVIII веках кастелянами, трое — воеводами. Франциска Красинская (умерла в 1796) была женой принца Карла Саксонского, герцога курляндского, сына короля Августа III. Викентий Иванович Красинский получил в 1811 графский титул во Франции. Его сын — Сигизмунд Красинский.
Род Красинских был внесён в VI часть родословных книг Виленской, Волынской, Киевской, Ковенской, Минской и Подольской губерний.
Через Ядвигу Красинскую, взятую в жены Мацеем Радзивиллом, Красинские породнились с другим знаменитым литовским родом Радзивиллов. В качестве приданого за Ядвигу было передано имение в Зегже, а позднее в соседнем Ядвисине по заказу молодожёнов был построен один из родовых замков.

## Известные представители
- Красинский, Адам (1870—1909) — польский поэт, писатель, образовательный активист.
- Красинский, Адам Станислав (1714—1800) — епископ каменецкий, один из создателей и руководителей Барской конфедерации.
- Красинский, Адам Станислав (1810—1891) — польский проповедник, филолог, поэт, переводчик, епископ виленский.
- Красинский, Валериан Скоробогатый (1795—1855) — польский историк.
- Красинский, Викентий Корвин (1782—1858) — польский, французский и русский генерал, участник Наполеоновских войн.
- Красинский, Владислав (1844—1873) — польский юрист, экономист и писатель.
- Красинский, Генрих (1804—1876) — польский писатель.
- Красинский, Зыгмунт (1812—1859) — польский поэт и драматург.
- Красинский, Исидор (1774—1840) — польский военачальник, генерал, участник восстания 1830 года.
- Красинский, Казимир (1725—1802) — польский политик.
- Красинский, Михал Иероним (1712—1784) — польский государственный деятель.
- Красинская, София (1718—1790) — участница Радомской и Барской конфедераций.
- Красинский, Станислав (1585—1649) — польский государственный деятель.
- Красинский, Францишек (1525—1577) — епископ краковский.
- Красинская, Франческа (1742—1796) — морганатическая жена герцога Курляндского Карла Саксонского.
- Красинский, Эдвард (1870—1940) — польский общественный деятель и мемуарист.
- Красинский, Юзеф Вавжинец (1783—1845) — польский литератор и мемуарист.
- Красинский, Ян (1550—1612) — польский историк.
- Красинский, Ян Бонавентура (1639—1717) — польский государственный и военный деятель.
- Красинский, Ян Казимир (1607—1669) — польский военный и государственный деятель.